# گره‌بان
گره‌بان، روستایی از توابع بخش مرکزی شهرستان هرسین در استان کرمانشاه ایران است.

## جمعیت
این روستا در دهستان چشمه‌کبود قرار دارد و براساس سرشماری مرکز آمار ایران در سال ۱۳۸۵، جمعیت آن ۱۲۲ نفر (۵۳خانوار) بوده‌است.
راه ورودی این روستا هم از طریق هرسین کرمانشاه و روستای عزیزآباد بوده و هم از طریق کمربندی کنار کرمانشاه مسیر باقله می‌باشد.